# ITF Women's Circuit Pingguo
L'ITF Women's Circuit Pingguo è un torneo professionistico di tennis giocato su campi in cemento. Fa parte dell'ITF Women's Circuit. Si gioca annualmente a Pingguo in Cina.

## Albo d'oro

### Singolare
| Anno | Campionessa  | Finalista         | Punteggio |
| ---- | ------------ | ----------------- | --------- |
| 2010 | Zhou Yi-Miao | Anna Gerasimou    | 6–3 6–0   |
| 2011 | Jing-Jing Lu | Tetjana Lužans'ka | 6-4 7-5   |
| 2012 | Zhao Yijing  | Erika Takao       | 6–2, 6–4  |

### Doppio
| Anno | Campionesse                | Finaliste                 | Punteggio           |
| ---- | -------------------------- | ------------------------- | ------------------- |
| 2010 | Chan Chin-Wei Xu Yi-Fan    | Ji Chun-Mei Liu Wan-Ting  | 6–3 6–1             |
| 2011 | Shūko Aoyama Rika Fujiwara | Liu Wan-ting Sun Shengnan | 6-4 6-3             |
| 2012 | Kao Shao-yuan Zhao Yijing  | Liang Chen Tian Ran       | 3–6, 7–6(3), [10–7] |